# Гули (Киевская область)
Гули (укр. Гулі) — село, входит в Мироновский район Киевской области Украины.
Население по переписи 2001 года составляло 199 человек. Почтовый индекс — 08842. Телефонный код — 4574. Занимает площадь 17,8 км². Код КОАТУУ — 3222981203.

## Местный совет
08842, Київська обл., Миронівський р-н, с.Владиславка, вул.Леніна,183